# Talazac-Kleintenrek
Der Talazac-Kleintenrek, auch Talazac-Kleintanrek oder Talazacs Langschwanztanrek (Nesogale talazaci, Syn.: Microgale talazaci), ist eine Säugetierart aus der Gattung Nesogale innerhalb der Familie der Tenreks. Charakteristisch ist das spitzmausartige Erscheinungsbild mit einem spindelförmigen Körper, kräftigen Beinen und einem langschmalen, spitz zulaufenden Kopf, der Schwanz wird verhältnismäßig lang. Die Art kommt endemisch in Madagaskar vor und bewohnt dort die tropischen Regenwälder der niedrigen bis hohen Gebirgslagen im Osten des Inselstaates. Sie gilt als vergleichsweise häufig, dennoch haben die Tiere eine eher versteckte Lebensweise und nutzen Tunnelsysteme und Blätterabfall am Boden als Versteckmöglichkeiten, teilweise klettern sie aber auch auf Bäume. Als Nahrung dienen vor allem Insekten und andere Wirbellose. Die Fortpflanzung wurde bisher nur in menschlicher Obhut genauer studiert, ein Wurf umfasst drei bis vier Jungtiere. Die Erstbeschreibung des Talazac-Kleintenreks erfolgte im Jahr 1896, der Bestand gilt als nicht gefährdet.

## Merkmale

### Habitus
Der Talazac-Kleintenrek ist der größere der beiden Vertreter der Gattung Nesogale. Die Untersuchung von 22 Individuen aus dem zentral-östlichen Teilen Madagaskars erbrachte eine Gesamtlänge von 22,1 bis 26,8 cm, die sich auf eine Kopf-Rumpf-Länge von 10,0 bis 12,8 cm und eine Schwanzlänge von 11,9 bis 15,1 cm verteilte. Das durchschnittliche Körpergewicht betrug 37,6 g. Für vier Tiere vom Anjanaharibe-Massiv im Nordosten Madagaskars werden Körperlängen von 10,7 bis 12,4 cm, Schwanzlängen von 12,6 bis 14,4 cm und ein Körpergewicht 31,5 bis 39,5 g angegeben. Weitere sieben Individuen vom nahe gelegenen Marojejy-Massiv wiesen eine Kopf-Rumpf-Länge von 10,5 bis 12,3 cm auf, ihr Schwanz wurde 13,2 bis 15,8 cm lang und das Gewicht variierte zwischen 34,0 und 38,5 g. Allgemein haben die Tiere ein spitzmausähnliches Erscheinungsbild, der Körper ist spindelförmig, die Gliedmaßen sind kurz und kräftig und der langschmale Kopf endet vorn zugespitzt. Der Schwanz wird etwas länger als der restliche Körper, die Ohren messen zwischen 18 und 20 mm. Das Rückenfell zeigt sich von dunkelbrauner bis brauner Farbgebung, die Unterseite ist gräulich getönt und weist rötlich bis gelblichbraune Einwaschungen auf. Der Schwanz ist einheitlich gefärbt. Die Gliedmaßen enden vorn und hinten in jeweils fünf Strahlen, der Hinterfuß wird 22 bis 26 mm lang. Weibchen besitzen je ein Paar Zitzen in Brust- und Bauchgegend und zwei Paare in der Leistengegend, das Zitzenpaar am Bauch kann auch fehlen.

### Schädel- und Gebissmerkmale
Der Schädel ist massiv und groß gestaltet. Die größte Länge variiert von 34,5 bis 37,7 mm, die größte Breite am Hirnschädel von 12,0 bis 12,9 mm. Die Schädelnähte sind im ausgewachsenen Zustand verwachsen und nicht sichtbar. Das Rostrum ist breit, der kaum eingeschnürte Bereich hinter der Orbita besitzt parallelseitige Ränder und wirkt gestreckt. Gegenüber dem vorderen Abschnitt des Schädels zeigt sich der hintere eher kurz. Das Hinterhauptsbein ist in Seitenansicht gewinkelt, in Aufsicht sind hier die Gelenkflächen für den Ansatz der Halswirbelsäule sichtbar. Außerdem treten am Hinterhauptsbein kräftige Knochenwülste auf. Die Jochbögen sind wie bei allen Tenreks unvollständig ausgebildet. Das Gebiss besteht aus 40 Zähnen mit folgender Zahnformel: {\displaystyle {\frac {3.1.3.3}{3.1.3.3}}}. In der oberen Zahnreihe ist zwischen den beiden inneren Schneidezähnen sowie zwischen dem äußeren und dem Eckzahn jeweils ein kurzes Diastema ausgebildet. Hier übertrifft der erste Incisivus den zweiten an Größe, im Unterkiefer überragt der zweite Schneidezahn wiederum den Eckzahn. Die Molaren entsprechen denen der nahe verwandten Kleintenreks. Sie sind mit einem zalambdodonten Kauflächenmuster ausgestattet bestehend aus drei Haupthöckerchen. Der obere hintere Mahlzahn ist verkleinert, am entsprechenden unteren zeigt das Talonid, eine tiefer liegende Fläche, in die einer der drei Haupthöcker des oberen, gegenüberliegenden Molaren greift, auffällige Kürzungen. Die gesamte obere Zahnreihe erreicht eine Länge von 17,2 bis 18,7 mm.

## Verbreitung

Verbreitungsgebiet des Talazac-Kleintenreks

Der Talazac-Kleintenrek kommt endemisch auf Madagaskar vor. Sein Verbreitungsgebiet erstreckt sich in einem mehr oder weniger breiten Streifen von Nord nach Süd über den östlichen Teil des Inselstaates. Es schließt im Norden bedeutende Fundgebiete wie die Montagne d’Ambre, das Anjanaharibe- und das Marojejy-Massiv, das die beiden Bergmassive verbindende Waldgebiet von Ambolokopatrika beziehungsweise das weiter südlich anschließende Waldgebiet von Makira sowie die östlich gelegene Halbinsel Masoala ein, alle befinden sich in der Provinz Antsiranana. Des Weiteren liegen Nachweise vom Tsaratanana-Massiv im Norden der Provinz Mahajanga vor. Im zentral-östlichen Madagaskar wurden Tiere im Waldgebiet von Ambatovy-Analamay-Torotorofotsy und von Analamazaotra in der Provinz Toamasina beobachtet, zusätzlich auch im Waldgebiet von Anjozorobe-Angavo im Grenzgebiet der Provinzen Toamasina und Antananarivo. Dagegen ist im Süden das Waldgebiet von Ranomafana in der Provinz Fianarantsoa von Bedeutung ist. Abseits dieser östlichen Verbreitungsschwerpunkte findet sich ein kleines Vorkommen im zentralen Hochland bei Ambohitantely nördlich von Antananarivo in der Provinz gleichen Namens. Das bevorzugte Habitat besteht aus intakten tropischen Regenwäldern in niedriger bis hoher Gebirgslage, gestörte Waldgebiete meidet der Talazac-Kleintenrek eher. Die Höhenverbreitung reicht von 100 bis 2300 m, was eine der größten Reichweiten innerhalb der kleineren Tenreks darstellt. Die Art ist relativ häufig, in einigen Gebieten, etwa den Montagne d’Ambre oder der Masoala-Halbinsel, gehört sie zu den am häufigsten beobachteten Vertretern der Tenreks.

## Lebensweise

### Territorialverhalten
Der Talazac-Kleintenrek ist ein Bewohner dichter Wälder und bewegt sich dort vierfüßig laufend im Kreuzgang vorwärts. Obwohl er als bodenlebend gilt und aus skelettanatomischer Sicht keine Anpassungen an eine kletternde Lebensweise zeigt, wird er auch relativ häufig in Bäumen gesichtet, etwa in den Waldgebieten von Ambatovy oder von Analamazoatra. Beim Laufen halten die Tiere den Schwanz über dem Boden, im Geäst legen sie ihn auf Zweige oder wickeln ihn leicht um diese herum. Er hat allerdings keine Greiffunktion im Gegensatz zu dem der langschwänzigen Kleintenreks aus der Gattung Microgale. In der Regel leben die Tiere versteckt und huschen durch Blätterabfall oder ziehen sich in unterirdische Baue zurück, in offeneren Bereichen bewegen sie sich schnell und an den Boden geduckt vorwärts, sie springen aber auch von Wurzel zu Wurzel. Als Rückzugsgebiete nutzen sie möglicherweise weit verzweigte Tunnelsysteme, deren Gänge im Durchmesser zwischen 1 und 1,5 beziehungsweise 2 und 2,5 cm messen. In diesen ist zusätzlich ein Nest aus Pflanzen ausgelegt. Zum Schlafen rollt sich der Talazac-Kleintenrek auf der Seite liegend oder auf den Hinterbeinen hockend zusammen.
Die Tiere leben wahrscheinlich weitgehend einzelgängerisch, möglicherweise bilden sie aber auch stabilere Paare über das Jahr, was unter anderem aus einer gemeinsamen Nutzung von Tunnelsystemen abgeleitet wird. Zudem fanden sich bei Untersuchungen in der Umgebung von Perinet (heutiger Nationalpark Andasibe-Mantadia) im Osten Madagaskars in den 1960er Jahren häufig männliche und weibliche Tiere in kurzen Distanzen von 9 bis 18 m zueinander. Kolonien oder größere Gruppenbildungen bestehen nicht. Aufeinandertreffen von gleichgeschlechtlichen Artgenossen resultieren oft in Drohgebärden wie ein geöffnetes Maul, in Bissen oder in der Flucht. Begleitet werden diese von weichen Grunzlauten. Generell verteidigt ein Tier sein Nest aggressiver als der nahe verwandte Dobson-Kleintenrek. Die weitere soziale Kommunikation findet teilweise über Duftmarken statt, die von Drüsen an der Kloake abgesetzt werden. Zum Komfortverhalten gehört ein „Gesichtwaschen“, das mit den Vorderfüßen von oben nach unten durchgeführt wird.

### Ernährung
Die Hauptnahrung des Talazac-Kleintenreks basiert auf Insekten sowie anderen Wirbellosen und setzt sich zum größten Teil aus Käferlarven, Heuschrecken und Großlibellen zusammen. Tiere in menschlicher Obhut verzehrten auch Regenwürmer und Jungfrösche. Auf der Suche nach Beute schnüffelt ein Tier unter Laubabfall oder abgebrochenen Ästen, teilweise gräbt es auch kleine Löcher. Insekten werden mit dem Maul gefangen oder mit den Vorderfüßen auf dem Boden festgehalten und gleichzeitig mit den Zähnen zerlegt. Mitunter schleppt ein Tier die Beute auch in einen Unterschlupf, Vorratslager werden jedoch nicht angelegt. Abweichend vom nahe verwandten Dobson-Kleintenrek (Nesogale dobsoni) speichert der Talazac-Kleintenrek auch kein Fett unter der Haut oder im Schwanz ab.
Die Körpertemperatur variiert bei Außentemperaturen von 18,0 bis 31,4 °C beträchtlich und schwankt zwischen 27,4 und 34,2 °C. Die thermoneutrale Zone liegt im Bereich von 28 bis 30 °C, innerhalb der die Körpertemperatur nur wenig fluktuiert. Insgesamt ist die Körpertemperatur damit instabiler als bei den Kleintenreks der Gattung Microgale und passt sich stärker den Umgebungsverhältnissen an. Allerdings scheint dies individuell unterschiedlich zu sein, da bei einigen Messung manche Tiere selbst bei sehr niedrigen Außentemperaturen von bis zu 6 °C eine Körpertemperatur von 30 °C beibehielten, sich diese bei anderen aber auf bis zu 20 °C absenkte. Die Stoffwechselrate im Ruhezustand entspricht etwa 74,4 % des zu erwartenden Wertes bei etwa gleich großen Säugetieren. Sie steigt in Phasen erhöhter körperlicher Beanspruchung wie Trächtigkeit oder Milchproduktion bei Weibchen beträchtlich an.

### Fortpflanzung
Über die Fortpflanzung und die Entwicklung des Nachwuchses in freier Wildbahn liegen kaum Beobachtungen vor. Männchen mit angeschwollenem Hoden und empfangsbereite Weibchen und zusätzlich Jungtiere wurden am Anjanaharibe und am Marojejy-Massiv im Zeitraum von Oktober bis Dezember gesichtet, bei Perinet von August bis Februar. Bei Tieren in menschlicher Obhut konnten in den 1960er und 1980er Jahren bereits mehrfach Geburten dokumentiert werden. Das Paarungsritual besteht aus dem Aneinanderreiben der Nasen oder dem gegenseitigen Reiben der Nase an der Flanke, dem Rücken, dem Hinterteil und anderen Körperpartien. Danach sitzt das Männchen mehrfach auf dem Weibchen auf, wobei der eigentliche Geschlechtsakt immer nur wenige Sekunden andauert. Die Tragzeit währt schätzungsweise 58 bis 63 Tage. Während dieser Phase nimmt das Weibchen bis zu 47 % an Körpergewicht zu, bei einem untersuchten Tier waren es insgesamt 21 g, so dass dieses kurz vor der Geburt des Nachwuchses 66 g wog.
Die meisten Würfe erfolgten zwischen September und März, ein weiterer aus dem Jahr 1969 im Juli. In der Regel kommen drei bis vier Jungtiere zur Welt, die als Nesthocker kein Fell aufweisen und geschlossene Augen und Ohren besitzen. Das durchschnittliche Geburtsgewicht liegt bei 3,7 g, ein vermessenes Neugeborenes wies eine Kopf-Rumpf-Länge von 43 und eine Schwanzlänge von 27 mm auf. Die Jungen nehmen täglich rund 0,25 g an Gewicht zu und wachsen um 1,2 bis 2,3 mm. Nach rund vier Wochen öffnen sie die Augen. Zu diesem Zeitpunkt beginnen sie erstmals feste Nahrung zu sich zu nehmen und auch aktiv zu erbeuten. Männliche Tiere beteiligen sich nicht selbst an der Aufzucht der Jungen. Die natürliche Lebenserwartung des Talazac-Kleintenreks ist unbekannt, Tiere in menschlicher Obhut überlebten bisher bis zu fünfeinhalb Jahre.

### Fressfeinde und Parasiten
Als Fressfeind treten die Schleiereule und die Malegasseneule in Erscheinung, bei letzterer stellt der Talazac-Kleintenrek auf der Halbinsel Masoala laut Untersuchungen in einem Zeitraum von 1994 bis 1996 mit 31,5 % Individuen- und knapp 22 % Biomasseanteil das zweithäufigste erbeutete Tier dar. Äußere Parasiten sind mit Flöhen der Gattung Paractenopsyllus nachgewiesen, als innerer Parasit sind  bisher der Einzeller Eimeria und zusätzlich Peitschenwürmer identifiziert.

## Systematik
Der Talazac-Kleintenrek ist eine Art aus der Gattung Nesogale, der weiterhin auch der Dobson-Kleintenrek (Nesogale dobsoni) zugerechnet wird. Nesogale gehört wiederum zur Familie der Tenreks (Tenrecidae), einer endemisch in Madagaskar vorkommenden Säugetiergruppe mit vielfältigen Anpassungen an eine insekten- und fleischfresserischen Ernährungsweise. Innerhalb der Tenreks bildet Nesogale zusammen mit den Kleintenreks (Microgale) und den Reiswühlern (Oryzorictes) die Unterfamilie der Reistenreks (Oryzorictinae). Nach genetischen Analysen stellen die Kleintenreks die nächsten Verwandten von Nesogale dar. Ursprünglich galten der Talazac- und der Dobson-Kleintenrek als Mitglieder der Kleintenreks, der umfangreichsten Gruppe der Tenreks, die mit bodenlebenden, grabenden, baumkletternden oder wasserbewohnenden Formen eine hohe Diversität aufzeigt. Bereits 1918 hatte aber Oldfield Thomas beide Arten aufgrund des durchschnittlich größeren Körperbaus und der massiven Schädelgestaltung aus den Kleintenreks ausgegliedert und zu Nesogale gestellt. Die neue Gattungszuweisung wurde in der Folgezeit teilweise übernommen, wie etwa von Terence Morrison-Scott im Jahr 1948. Mitunter galt Nesogale auch nur als Untergattung von Microgale, so etwa in den 1970er Jahren bei John F. Eisenberg und Edwin Gould beziehungsweise bei Henri Heim de Balsac, bis sie dann von Ross D. E. MacPhee in einer Revision der Kleintenreks 1987 vollständig in die Kleintenreks wieder eingegliedert wurde. Molekulargenetische Untersuchungen aus dem Jahr 2016 ergaben aber eine frühe Abspaltung von Nesogale von den anderen Kleintenreks, die sich bereits im Unteren Miozän vor rund 19,4 Millionen Jahren vollzogen hatte. Dies gab Anlass, Nesogale wieder aus Microgale herauszulösen und in einen eigenständigen Gattungsstatus zu heben.
Wie von zahlreichen anderen Vertretern der kleineren Tenreks ist auch vom Talazac-Kleintenrek bisher kein Fossilmaterial bekannt. Es wird aber von subfossilen Resten aus dem Felsüberhang Lakoton'i Akanga in der Nähe von Antsiranana berichtet, die möglicherweise auf einen Unterschlupf von Cryptoprocta zurückgehen.
Die wissenschaftliche Erstbeschreibung des Talazac-Kleintenreks erfolgte im Jahr 1896 durch Charles Immanuel Forsyth Major unter der Bezeichnung Microgale talazaci. Sie basiert auf einem einzelnen, weiblichen Individuum, dass von Vinanitelo stammt. Dieser etwa 1290 m hohe Bergrücken rund 50 km südöstlich von Fianarantsoa und 10 km südsüdöstlich von Vohitrafeno bildet das Typusgebiet der Art. Der Holotyp, der eine Körperlänge von 12,4 cm und eine Schwanzlänge von 11,9 cm aufweist, war von Major selbst gesammelt worden. Er erkannte eine nähere Beziehung zum Dobson-Kleintenrek, von der gleichen Fundstelle beschrieb Major im selben Jahr den sehr kleinen Gnomkleintenrek (Microgale pusilla), allerdings in einem anderen Aufsatz. Mit dem Artnamen talazaci ehrte der Erstbeschreiber Père Talazac, einen französischen Missionar. Major hatte lediglich das einzelne Exemplar zur Verfügung, erst die Mission Zoologique Franco-Anglo-Americaine aus dem Zeitraum von 1929 bis 1931 unter Beteiligung von Austin Loomer Rand sowie die Expeditionen von Cecil S. Webb zwischen 1939 und 1945 erbrachten neue Erkenntnisse. Von letzterem wurden gut zwei Dutzend Individuen gesammelt, die Morrison-Scott 1948 für die Revision der Art nutzte.

## Bedrohung und Schutz
Der Bestand des Talazac-Kleintenreks wird von der IUCN als „nicht bedroht“ (least concern) eingestuft. Die Einschätzung basiert auf der weiten Verbreitung der Art und der angenommenen großen Population. Lokal treten Gefährdungen durch Verlust an Lebensraum auf. Dies geht auf die Rodung Wälder zur Umwandlung in landwirtschaftliche Nutzflächen, auf extensive Entnahme von Bauholz oder auf Waldbrände zurück. Die Tiere sind in zahlreichen Naturschutzgebieten vertreten, so im Nationalpark Montagne d’Ambre, im Nationalpark Marojejy, im Nationalpark Ranomafana, im Nationalpark Mantadia Andasibe, im Nationalpark Andringitra und im Nationalpark Andohahela.